# Vågsfjorden (Troms)
Pour les articles homonymes, voir Vågsfjorden.
Le Vågsfjorden est un fjord situé dans le sud du comté de Troms en Norvège. Le fjord est situé entre les deux plus grandes îles de Norvège, Hinnøya au sud et Senja au nord. Le fjord est relié à l’Andfjorden et au Tranøyfjorden au nord, et à l’Astafjorden et au Tjeldsundet au sud. Les petites îles de Grytøya et Sandsøy se trouvent sur le côté ouest du fjord. Les îles d’Andørja et Rolla se trouvent le long du côté est du fjord.

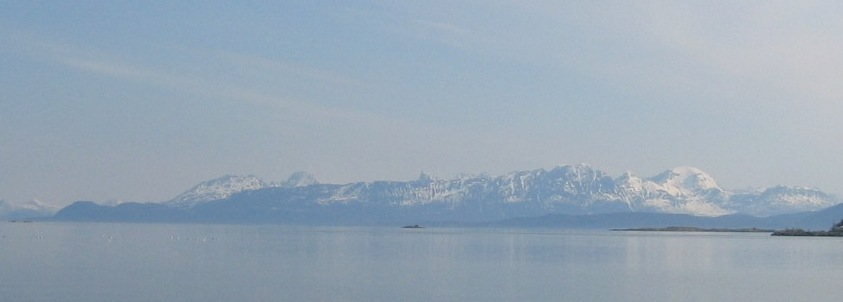
Vue vers le nord-est depuis la ville de Harstad.

Le fjord est long de 46 kilomètres et traverse les municipalités de Harstad, Senja, Dyrøy, Ibestad et Tjeldsund. La ville de Harstad, sur la rive ouest du fjord, est populairement connue sous le nom de Vågsfjordens perle (en français : la perle du Vågsfjorden).